# Conrad Prévôt
Conrad Prévôt (* 14. Januar 1869 in Kassel; † 3. September 1936) war ein deutscher Architekt und Fachschul-Lehrer.

## Leben
Conrad Prévôt war als Oberlehrer an der Baugewerkschule Kassel tätig und publizierte die Gestaltungslehre bürgerlicher Wohnhausanlagen (Leipzig, o. J.). Mit seiner Ehefrau Elise, geb. Dingler, bekam er vier Söhne, darunter Fritz Prévôt, der ebenfalls Architekt wurde, und Robert Prévôt, der als Röntgenologe eine Professur erhielt.
Möglicherweise war er zeitweise auch in Magdeburg tätig; jedenfalls gibt es eine Äußerung eines Professors „C. Prévôt, Magdeburg“ über den Wettbewerb zur Erlangung von Entwürfen zur Bebauung eines Baublocks an der Königsstraße in Magdeburg in der Zeitschrift Der Städtebau von 1904, einen Aufsatz mit dem Titel Die Fassadenbildung der kleineren Bürgerhäuser der Barockzeit in Magdeburg in der Zeitschrift Die Denkmalpflege von 1914 (S. 65 f.) sowie einen Aufsatz Bürgerhäuser der Barockzeit in Magdeburg in der Zeitschrift für Bauwesen von 1915. „C. Prévôt“ veröffentlichte 1911 auch Einiges über die Stiftskirche in Bücken a. d. Weser in der Zeitschrift Die Denkmalpflege, S. 57–59. Es spricht einiges dafür, dass der Kasseler Conrad Prévôt mit diesem C. Prévôt identisch war.

## Bauten und Entwürfe

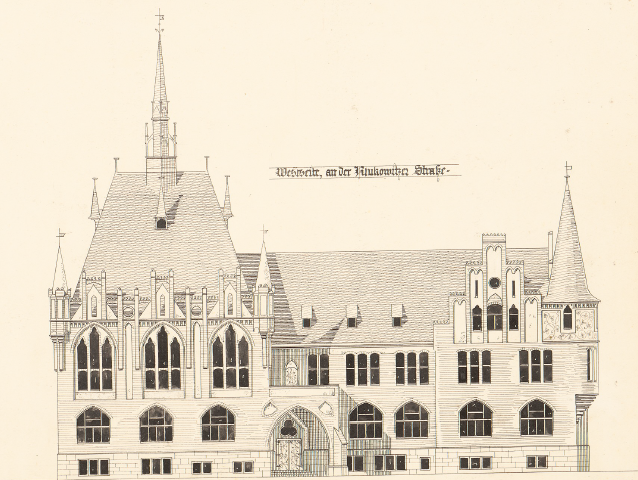
Wettbewerbsentwurf für das Kreisständehaus in Beuthen

Prévôt beteiligte sich öfter an Architekturwettbewerben. Das Architekturmuseum der Technischen Universität Berlin bewahrt unter anderem Prévôts Wettbewerbsentwurf für ein Kreisständehaus in Beuthen im Rahmen einer „Monatskonkurrenz“ unter den Mitgliedern des Architektenvereins zu Berlin (AVB) im Dezember 1896 auf, ausgeführt wurde jedoch ein Entwurf von Walter Kern. Außerdem war er Verfasser des zweitplatzierten Entwurfs im Wettbewerb für den Bau der Oberneustädter Kirche in Kassel. Mit seinem Entwurf zu einer evangelischen Kirche in Biebrich kam er auf einen dritten Platz unter 122 Einsendungen.
Prévôts Entwurf für das Corpshaus des Corps Rhenania Stuttgart an der Panoramastraße in Stuttgart wurde 1901 unter Bauleitung durch den Architekten Emil Rein ausgeführt.
Etliche Zeichnungen Prévôts wurden publiziert, unter anderem in der Zeitschrift für Bauwesen.